# Phước Tích
Phước Tích thuộc tổ dân phố Phước Phú, phường Phong Hòa, thị xã Phong Điền, thành phố Huế, Việt Nam. Phước Tích được nhà nước công nhận và trao bằng xếp hạng "Di tích quốc gia" làng cổ vào ngày 3 tháng 3 năm 2009. Đây là làng cổ thứ 2 được nhà nước Việt Nam công nhận và cấp bằng "Di tích quốc gia" sau làng cổ Đường Lâm (thị xã Sơn Tây, Hà Nội).

## Địa lý
Phước Tích nằm cách trung tâm thành phố Huế 40 km về hướng bắc, làng Phước Tích được bao bọc 3 phía bởi con sông Ô Lâu thuộc địa phận chia cắt tỉnh Thừa Thiên Huế và tỉnh Quảng Trị:
- Phía đông và phía nam giáp làng Hội Kỳ (xã Hải Chánh, huyện Hải Lăng)
- Phía tây giáp làng Mỹ Chánh (xã Hải Chánh, huyện Hải Lăng, tỉnh Quảng Trị) và làng Lương Điền (xã Hải Sơn, huyện Hải Lăng)
- Phía bắc giáp làng Lương Điền và hai làng Mỹ Xuyên, Phú Xuân (phường Phong Hòa, thị xã Phong Điền).

Điểm đặc biệt là hầu hết các làng giáp với Phước Tích đều có ranh giới tự nhiên là sông, ao, hói, chỉ có một phần đất làng Phú Xuân giáp với Phước Tích là quốc lộ 49B đi qua hai làng.     
Tọa độ (vị trí đình làng): 16°38'17,4" vĩ bắc, 107°18'7,17" kinh đông.

## Tên gọi
Lúc đầu làng có tên gọi là Phúc Giang như mong muốn một vùng gần sông nước nhiều phúc lộc. Trong Phủ biên tạp lục của Lê Quý Đôn, làng Phúc Giang bên bờ sông Ô Lâu thuộc tỉnh Hương Trà. Cuối thế kỷ XV, ngài Hoàng Minh Hùng và các ngài khai khẩn khác đã đặt tên cho quê hương thứ hai của mình là Cảm Quyết, thuộc huyện Kim Trà, châu Hóa, thừa tuyên Thuận Hóa. 
Tên làng Cảm Quyết dưới thời chúa Nguyễn được đổi thành Phước Giang, đến thời Tây Sơn, đổi lại là Hoàng Giang, cho đến đầu triều Gia Long đổi lại thành Phước Tích và tên gọi này tồn tại cho đến nay. Làng Phước Tích còn có tên gọi khác là làng "Kẻ Đôộc", xuất phát từ tên gọi sản phẩm truyền thống của làng là đồ gốm. 

## Hành chính
Làng Phước Tích trước đây chia làm ba xóm, gọi là Tam Hòa: Thượng Hòa (xóm Ngoài), Trung Hòa (xóm Giữa) và Hạ Hòa (xóm Dưới), sau đổi làm hai phe gọi là Nhị Giáp: Đông giáp (phe Đông) và Tây giáp (phe Tây). Hiện nay, làng Phước Tích có các xóm: Xóm Xuân Viên (xóm Hội), xóm Cừa, xóm Cây Thị, xóm Đình và xóm Cầu .
Từ năm 1835, làng Phước Tích thuộc tổng Phò Trạch, huyện Phong Điền.
Từ năm 1945 đến 1957, thuộc xã Phong Dinh (sau là Phong Lâu).
Từ 1958, thuộc xã Phong Hòa, huyện Phong Điền, tỉnh Thừa Thiên Huế.
Sau 1976, làng Phước Tích thuộc xã Phong Hòa, huyện Hương Điền, tỉnh Bình Trị Thiên. 
Từ năm 1990 đến nay, trở lại thuộc xã Phong Hòa, huyện Phong Điền, tỉnh Thừa Thiên Huế (nay là phường Phong Hòa, thị xã Phong Điền, thành phố Huế).

## Lịch sử làng cổ
Năm 1306, vua Trần gả công chúa Huyền Trân cho vua Chăm là Chế Mân. Vua Chăm đã dâng hai châu Ô và Lý (Rí) cho Đại Việt làm quà sính lễ. Năm 1307, vua Trần Anh Tông (1293 - 1314) cho đổi tên hai châu này thành Thuận Châu (phía Nam Quảng Trị) và Hóa Châu (Thừa Thiên Huế ngày nay), đồng thời có chính sách di dân từ phương bắc vào, ổn định dân bản địa. Từ đó, vùng đất Thuận Hóa trở thành vùng biên cương phía nam của Đại Việt. 
Năm 1470, vua Lê Thánh Tông thân chinh đem quân chinh phạt Chăm Pa thắng lợi, những đợt di dân mới lại tiếp tục diễn ra. Theo các tư liệu thì làng Phước Tích được thành lập vào những năm đầu trong đợt di dân này vào xứ Thuận Hóa. Gia phả của họ Hoàng, dòng họ khai canh ở làng Phước Tích có ghi: "...Đến đời Lê Thánh Tông, niên hiệu Hồng Đức thứ nhất và thứ hai (1470 - 1471), ngài thuỷ tổ họ Hoàng lúc bấy giờ là Hoàng Minh Hùng, tục gọi là Nồi, nguyên người làng Cảm Quyết, Nghệ An, đã thân chinh đánh đuổi Chiêm Thành. Sau khi chiến thắng trở về, ngài đi xem xét đến nguồn Ô Lâu, bao chiếm địa phận từ Khe Trăn, Khe Trái đến xứ Cồn Dương. Sau khi xem bói, biết được chỗ đất tốt tươi, ngài liền chiêu tập nhân dân thành lập làng...".
Ngài khai canh Hoàng Minh Hùng là người làng Cảm Quyết, huyện Quỳnh Lưu, tỉnh Nghệ An. Ngài vốn là võ quan, theo vua Lê Thánh Tông tham gia chiến dịch Bình Chiêm năm 1470. Sau đại thắng ngài được ban chức Đô chỉ huy sứ vệ Cẩm y, quản trị phó tướng, phong tước Hùng Minh Hầu. Theo chỉ dụ của vua, ngài đã ở lại, chiêu mộ được một số người đồng hương vào vùng đất này khai hoang lập ấp, những vị này đã trở thành thuỷ tổ của các họ Lê Ngọc, Lê Trọng (ngài Lê Trọng Yên), Lương Thanh, Nguyễn Bá (ngài Nguyễn Trại), Nguyễn Duy, Nguyễn Phước (ngài Nguyễn Phước Đỗ), Phan, Trần (ngài Trần Công Lĩnh) và họ Trương (thập nhất tôn phái). Sau này, làng Phước Tích phát triển thêm năm họ nữa là: Lê Văn, Lương Vĩnh, Nguyễn Đình, Lâm, Hoàng Văn. Hiện nay, tại làng Phước Tích vẫn còn lập miếu thờ ngài khai canh họ Hoàng, văn tế làng xướng tên ngài đầu tiên, các vua triều Nguyễn đã sắc phong "tiền khai canh Hoàng quý công... tôn thần". Còn các họ khác (11 họ) được sắc phong là tiền khai khẩn.
Sách Ô Châu cận lục do Tiến sĩ Dương Văn An viết  năm 1553, đã ghi lại danh mục 180 làng thuộc ba huyện Kim Trà, Đan Điền và Tư Vinh của Hoá châu lúc bấy giờ, trong đó có tên làng Cảm Quyết. nằm trong số 60 làng của huyện Kim Trà. Vậy có thể khẳng định, làng Phước Tích ra đời trong trong khoảng thời kỳ cuối thế kỷ XV.   

## Di sản kiến trúc
Trải qua hơn 500 năm hình thành và phát triển, nằm trong vùng chịu nhiều bom đạn chiến tranh, sự tàn phá của thiên tai nhưng cho đến nay, làng Phước Tích vẫn lưu giữ được nét cổ kính về cảnh quan, cây cối, các công trình kiến trúc nhà cửa, đình, chùa, đền miếu... Nhà nghiên cứu lịch sử, văn hóa miền Trung - PGS.TS Nguyễn Văn Mạnh đã nhận xét: "Rất hiếm có làng nào ở miền Trung chiến tranh bom đạn cày xới cả một thời gian dài nhưng lại giữ được nét cổ kính về các công trình kiến trúc nhà cửa, đền miếu, cây cối như ngôi làng Phước Tích".
Làng Phước Tích đến nay còn lưu giữ những di sản vật thể có giá trị cao về lịch sử và kiến trúc nghệ thuật. Trong số hơn 117 nóc nhà của làng hiện vẫn còn 26 ngôi nhà cổ (đa số là loại nhà rường cổ ba gian hai chái), 12 ngôi nhà có giá trị đặc biệt về kiến trúc nghệ thuật, các ngôi nhà này đều có tuổi thọ trên 100 năm, lại nằm liền kề nhau, chỉ cách nhau bằng khu vườn. Bên cạnh nhà dân là hệ thống các nhà thờ họ, nhà thờ nhánh họ thường đặt nằm gần bờ sông Ô Lâu. Hầu hết nhà thờ họ đã được tu tạo, nâng cấp hoặc xây mới những năm gần đây. Tổng cộng có 17 nhà thờ họ và 11 nhà thờ nhánh họ. Ngoài ra, còn có các công trình kiến trúc  tín ngưỡng khá phong phú: Đình làng, Chùa, miếu Cây Thị (miếu Bà), miếu Quảng Tế, miếu Liễu Hạnh, miếu Ngũ Hành, miếu Vua, miếu Cô Hồn, miếu ông Cọp, miếu Đôi, Văn Thánh....
Giá trị kiến trúc nghệ thuật
Giá trị kiến trúc, thẩm mỹ được thể hiện rõ nét nhất là ở các công trình kiến trúc tín ngưỡng, công cộng và nhà ở của dân làng. Đó là kiểu kiến trúc nhà vườn - nhà rường cổ đặc trưng ở miền Trung. Từ khuôn viên được bố cục một cách chặt chẽ, hài hòa giữa thiên nhiên với kiến trúc: Cổng - ngõ - hàng rào chè tàu - bình phong - bể cạn - sân - nhà chính - nhà phụ - vườn; Đến mặt bằng, không gian nhà ở hợp lý: Nơi thờ tự trang nghiêm, nơi ở, sinh hoạt nhất là của phụ nữ hết sức thuận tiện, kín đáo. Kiểu kiến trúc ba gian thông với nhau tạo nên một không gian thoáng đãng, đáp ứng khá tốt các hoạt động sống trong gia đình, nhất là khi có hiếu hỉ, giỗ, ma chay... Đặc biệt là nghệ thuật điêu khắc, hội họa thể hiện rõ nét ở bộ khung gỗ của ngôi nhà và nội thất bên trong. Ở đây, các thành phần gỗ của vì kèo, liễn ba, đố bản... được trang trí, chạm khắc tinh xảo, có nội dung, có ý nghĩa như đề tài tứ mùa, phúc lộc thọ, bát bửu... Bàn, ghế, tủ, giường, tràng kỷ... với trang trí điêu khắc gỗ làm chủ đạo góp phần tạo nên sự hài hòa, tính thẩm mỹ của ngôi nhà. Đặc điểm nổi trội của nhà cổ ở Phước Tích là sự vắng bóng của những bức tường rào, tường nhà bằng gạch trong kiến trúc gợi mở cho chúng ta những suy nghĩ về truyền thống văn hóa sống chung, "tối lửa tắt đèn có nhau".   
Ngôi nhà rường của bà Lương Thanh Thị Trảng
Ngôi nhà của bà Lương Thanh Thị Trảng được xây dựng năm 1900, với kiến trúc ba gian hai chái toạ lạc ở vị trí trung tâm của khuôn viên với diện tích là 115m2. Ngôi nhà mang phong cách kiến trúc, nghệ thuật cuối thế kỷ XIX, đầu thế kỷ XX. Tổng thể công trình gồm cổng ngõ, sân, hàng rào chè tàu, Bình phong, nhà chính.
Ngôi nhà tọa lạc tại xóm Cây Thị, tức xóm Trung Hòa của làng. Hướng nhà chính là hướng Tây Bắc, lấy dòng sông Ô Lâu làm minh đường. Gian giữa thờ phụng theo nguyên tắc tiền Phật – hậu Linh. 
Bộ khung kết cấu kiểu sáu hàng chân. Vì mái kiểu vì kèo truyền thống của nhà rường xứ Huế. Ngôi nhà còn giữ được hệ thống rầm thượng chạy suốt ba gian. Những hoa văn, họa tiết trang trí, chạm khắc tập trung ở đầu kèo, dạ đòn tay với các đường gờ chỉ nổi theo đường kỷ hà, hoặc cách điệu theo hình tượng rồng, hoa lá, hồi văn.
Mặt trước cả ba gian mở cửa ra vào kiểu thượng song, hạ bản. Bao che quanh nhà là tường xây gạch, trát vữa. Bốn mặt mái lợp ngói liệt, bờ nóc, bờ chảy xây gạch, trát vữa. Ngôi nhà vẫn bảo tồn nguyên vẹn những giá trị kiến trúc, nghệ thuật vốn có.
Theo đánh giá, xếp loại của các chuyên gia nhà rường thì ngôi nhà này có niên đại 1900 và xếp loại I trong các nhà rường tại làng Phước Tích hiện nay.

## Các di vật có trong di tích
Hiện nay, tại làng Phước Tích có các hiện vật có giá trị như sau:
- 01 yoni (tại miếu Quảng Tế).
- 02 ngạch cửa bằng đá (tại miếu Quảng Tế).
- 01 tấm lá nhĩ bằng đá sa thạch (tại bến Cây Bàng).
- 03 bia đá (tại đình làng).
- 01 bản sắc phong của họ Trương (Khải Định năm thứ 9 - 1925).
Ngoài ra còn có một số đồ thờ, đồ dùng trong các nhà thờ, nhà dân và nhiều hiện vật gốm các loại.

## Nghề truyền thống
Phước Tích vốn từ xưa đã nổi tiếng với nghề gốm, sách Ô châu cận lục mô tả: "Đồ gốm ở làng Cảm Quyết, huyện Kim Trà lợi cũng chẳng nhỏ".Các sản phẩm như lu, đôộc, hũ, ang, chum, vại được người dân ở nhiều vùng ưa thích. Gốm Phước Tích được mang đi chào bán khắp các chợ trong vùng từ Quảng Bình đến tận Quảng Ngãi như chợ Tréo (Quảng Bình), chợ phiên Cam Lộ (Quảng Trị), chợ Chùa (Quảng Ngãi)... Do độ nung cao và chất đất tốt nên sản phẩm gốm Phước Tích khá tốt. Vào thời nhà Nguyễn, hàng năm làng còn phải cống nạp cho triều đình hàng trăm om đất để dùng thổi cơm om phục vụ cho vua quan. Hiện nay, làng Phước Tích vẫn còn các di tích, hiện vật liên quan như lò gốm thủ công (nằm ở xóm Lò Gốm), cồn Trèng (nơi đổ sản phẩm bị hư hỏng) và hàng trăm loại lu, đôộc, hũ, ang, chum, vại... Nghề gốm thịnh đạt là điều kiện thuận lợi để người dân nơi đây tôn tạo, xây dựng các miếu, đình, chùa..., mua gỗ, dựng nhà rường với quy mô lớn, mật độ dày đặc.
Bên cạnh nghề gốm, người dân Phước Tích còn có nghề làm dầu chuồn. Ngày xưa, người ta thắp đèn bằng dầu phụng, mỡ heo, dầu chuồn... Dầu chuồn là một loại chất lỏng (đặc hơn dầu phụng) được làm từ trái cây chuồn ở vùng núi. Sau khi hái về, người ta phơi nắng cho nứt nẻ, chà sạch rồi bỏ vào lu, giã mịn thành chất lỏng sền sệt. Một thời gian sau lại đem ra phơi khô, giã nát thành bột, rồi đem bột này viên thành từng bánh, hấp vào nồi nước sôi, đem ra ép thành dầu. 

## Truyền thống hiếu học, khoa cử
Đây là điều đáng trân trọng ở một làng quê vốn lấy nghề thủ công truyền thống không chỉ làm kế sinh nhai mà còn góp sức, góp của cho việc học hành của con em trong làng. Từ năm Thành Thái thứ 2 (1890), 11 ông thí sinh, khóa sinh trong làng làm đơn xin trưng đất ở, lập nên xóm Hội (tên chữ là Xuân Viên) nhằm cùng nhau tu chí học hành, dạy dỗ con em theo đường học vấn nên còn gọi là Xóm học. Trước đó, dưới thời vua Gia Long đã có cụ Nguyễn Văn Kham thi đỗ tú tài, là người phát khoa của làng, về sau làng có hơn 20 người thi đỗ tú tài, cử nhân, có người làm đến chức Tri huyện, Tri phủ, Thị giảng học sĩ Hàn lâm viện... Điều này thể hiện rõ nét trong các ngôi nhà cổ, ở các bức hoành phi, câu đối, các đồ dùng đều có đề cập đến thân thế của chủ nhân và bạn bè hoặc việc xây dựng thờ phụng ở Văn Thánh của làng. Ngày nay, riêng ngành giáo dục, con, dâu, rể của làng đã có đến 150 người (đang ở làng là 40 người), trong khi dân số cùng thời là 452 nhân khẩu.